# 가면라이더X가면라이더 포제&오즈 MOVIE 대전 MEGAMAX
가면라이더X가면라이더 포제&오즈 MOVIE 대전 MEGAMAX는 가면라이더 시리즈의 극장판으로, 가면라이더 포제와 가면라이더 오즈의 등장 인물이 함께 등장한다. 2011년 12월 10일에 개봉한 가면라이더 시리즈 극장판으로 가면라이더 MOVIE 대전 시리즈 제 3작이다. 각본은 오즈편은 코바야시 야스코. 포제편은 나카지마 카즈키. 2012년 5월에 DVD가 발매되었다. 그리고 더블이 지난번 렛츠 고 가면라이더에 이어서 또 게스트로 참전한다. 가면라이더 나데시코라는 여성 라이더가 등장한다. 그 밖에 가면라이더 포제의 2호 라이더인 가면라이더 메테오가 첫 출연을 한다.

## 가면라이더 W
- 히다리 쇼타로 - 키리야마 렌
- 필립 - 스다 마사키

## 가면라이더 오즈
- 히노 에이지 - 와타나베 슈
- 앙크 - 미우라 료스케
- 이즈미 히나 - 타카다 리호
- 코우가미 코우세이 - 우카지 타카시
- 고토 신타로 - 키미지마 아사야
- 다테 아키라 - 이와나가 히로아키
- 사토나카 에리카 - 아리스에 마유코
- 시라이시 치요코 - 카이 마리에

## 가면라이더 포제
- 키사라기 켄타로 - 후쿠시 소타
- 죠지마 유우키 - 시미즈 후미카
- 우타호시 켄고 - 타카하시 류키
- 카자시로 미우 - 사카타 리카코
- 제이크 - 츠치야 시온
- 다이몬지 슌 - 토미모리 저스틴
- 노자마 토모코 - 시호